# Electra elongata
Electra elongata är en mossdjursart som beskrevs av Marie Clément Gaston Gautier 1962. Electra elongata ingår i släktet Electra och familjen Electridae. Inga underarter finns listade i Catalogue of Life.